# Адрієн Озу

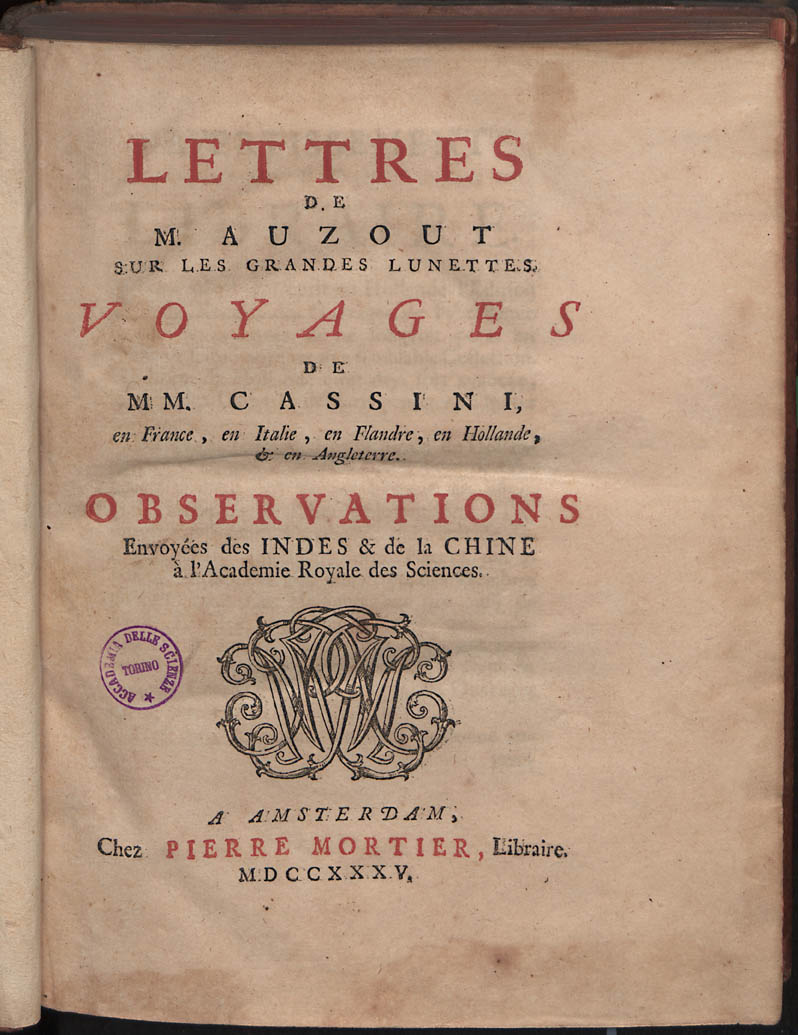
Lettres sur les grandes lunettes, 1735

Адриєн Озу (фр. Adrien Auzout, 28 січня 1622 — 23 травня 1691) — французький астроном.
Народився в Руані, Франція; старший син судового клерка Руана. Де отримав освіту — невідомо, можливо навчався в єзуїтському коледжі. На початку 1640-х років переїхав до Парижа, де проявив інтерес до астрономії і став відомий в академічних колах. В р. 1664–1665 займався наглядом комет і зробив кілька припущень щодо виду їх орбіт (еліптичного або параболічного)[прояснити], в чому придбав собі суперника в особі Яна Гевелія. З 1666 по 1668 був членом Французької академії наук, а також був одним із засновників Паризької обсерваторії. У 1666 році був обраний в члени Лондонського королівського товариства. У 1671 році переїздить до Італії, де й живе ще 20 років, до самої смерті у 1691 році в Римі. Про цей період його життя майже нічого не відомо.
Озу зробив великий внесок у розвиток спостережень за допомогою телескопа, в тому числі в удосконалення позиційного мікрометра. Він зробив багато спостережень з великими повітряними телескопами, а також стисло розглядав питання про будівництво величезного — 300-метрового — подібного телескопа для спостереження тварин на Місяці. В 1647 році він провів експеримент, який продемонстрував роль тиску повітря в роботі ртутного барометра[прояснити]. В 1667-68 Озу і Жан Пікар приробили збільшувальний пристрій до 38-дюймового квадранта і використовували його для точного визначення координат на Землі.
На честь Адрієна Озу названо місячний кратер Озу.

## Джерело
- Adrien Auzout

1. 1 2  Bibliothèque nationale de France BNF: платформа відкритих даних — 2011.
2. 1 2 3  Архів історії математики Мактьютор — 1994.
3. 1 2  Deutsche Nationalbibliothek Record #117669490 // Gemeinsame Normdatei — 2012—2016.
4. ↑  Bibliothèque nationale de France BNF: платформа відкритих даних — 2011.